# Selma (krater)
För andra betydelser, se Selma (olika betydelser).
Selma är en nedslagskrater med en diameter på 11 kilometer, på planeten Venus. Selma har fått sitt namn efter det keltiska kvinnonamnet Selma.